# Chamaedorea schippii
Chamaedorea schippii är en enhjärtbladig växtart som beskrevs av Karl Ewald Maximilian Burret. Chamaedorea schippii ingår i släktet Chamaedorea och familjen Arecaceae. Inga underarter finns listade i Catalogue of Life.